# مصاصة ثلج
المصاصة المثلّجة هي نوع من المثلجات أساسها ماء مجمد. يتم صنعها بتجميد نكهة سائلة (مثل عصير الفاكهة) حول عصا، عموماً تشبه المنحية. في كثير من الأحيان، يلوّن العصير بملون غذائي. عندما يتجمد السائل، تستخدم العصا كمقبض للإمساك بالمصاصة. عندما لا يكون للمصاصة المثلجة عصا، تسمى بالـ"فريزي".

## مصاصات الثلج المصنوعة منزلياً
صنع مصاصات الثلج في المنزل يعد بديلاً عن مصاصات ثلج الأسواق. يتم صنع مصاصات الثلج باستخدام عصير فواكة، مشروبات، أو أي مشروبات يمكن تجميدها. الطريقة الكلاسيكية تنطوي على استخدام طواني مكعبات الثلج وأعواد أسنان، على الرغم من تواجد قوالب مختلفة لصنع مصاصات الثلج.

## الرقم القياسي العالمي للمصاصة المثلجة
في 22 يونيو 2005، شركة سنابل حاولت تحطيم الرقم القياسي الحالي الذي حققته عام 1997 مصاصة مثلجة في هولندا بلغ طولها 6.4 متر في موسوعة غينيس للأرقام القياسية، عن طريق محاولة صنع مصاصة مثلجة بطول 7.6 متر في مدينة نيويور. العصير المجمد الذي كان بوزن 15.9 طن والذي تم إحضاره من مدينة ايديسون في نيوجيرسي في شاحنة تجميد، ذاب بشكل أسرع من المتوقع وحطم أمل الحصول على رقم قياسي جديد. فرّ المتفرجون نحو أرضٍ مرتفعة بينما قام رجال الإطفاء برش الماء على العصير الذائب.